# Canadian Opera Company
La Canadian Opera Company (COC) è una compagnia d'opera di Toronto, Ontario, Canada. È la più grande compagnia d'opera in Canada e il terzo produttore di opera in Nord America. La COC si esibisce nel suo teatro, il Four Seasons Centre for the Performing Arts.

## Storia

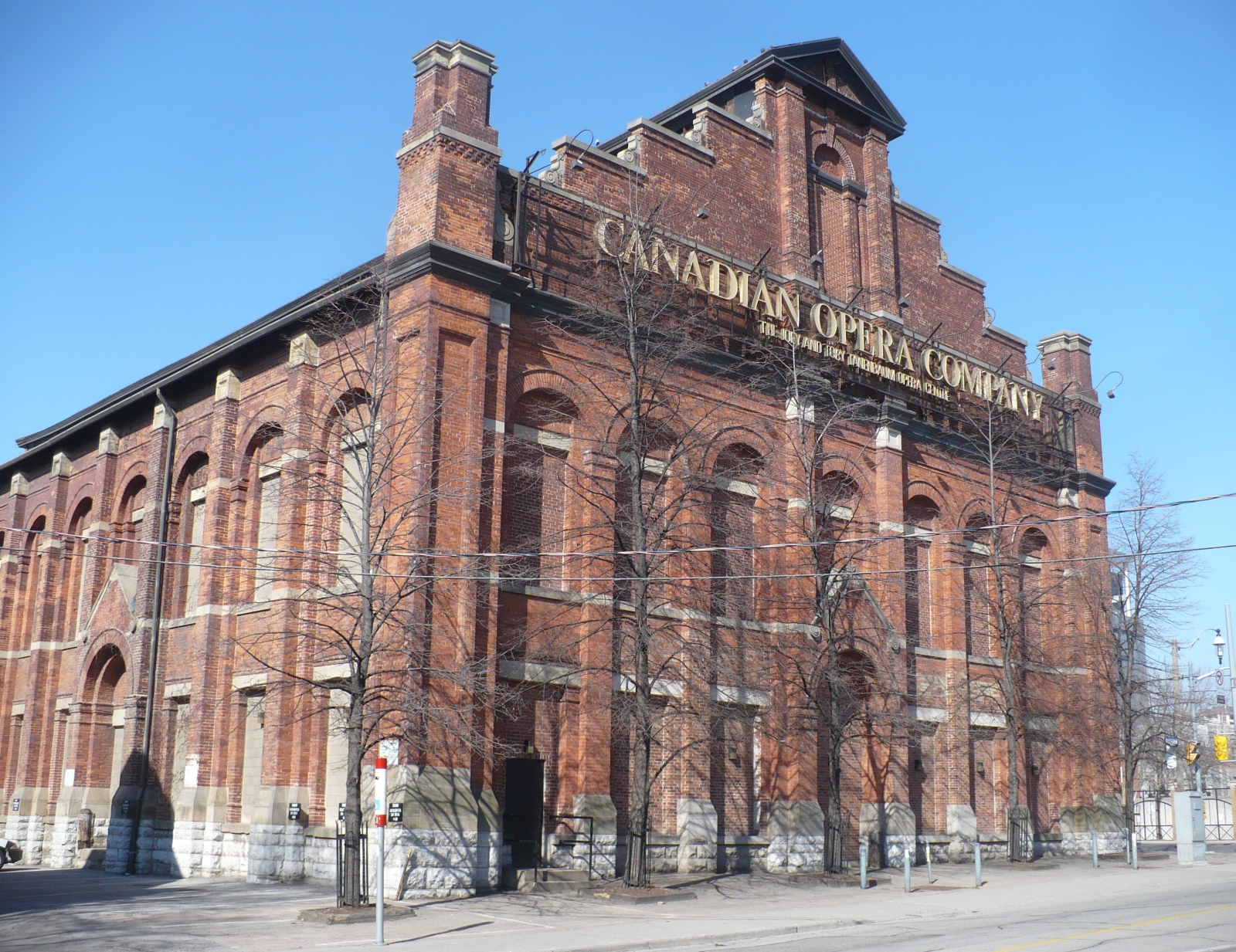

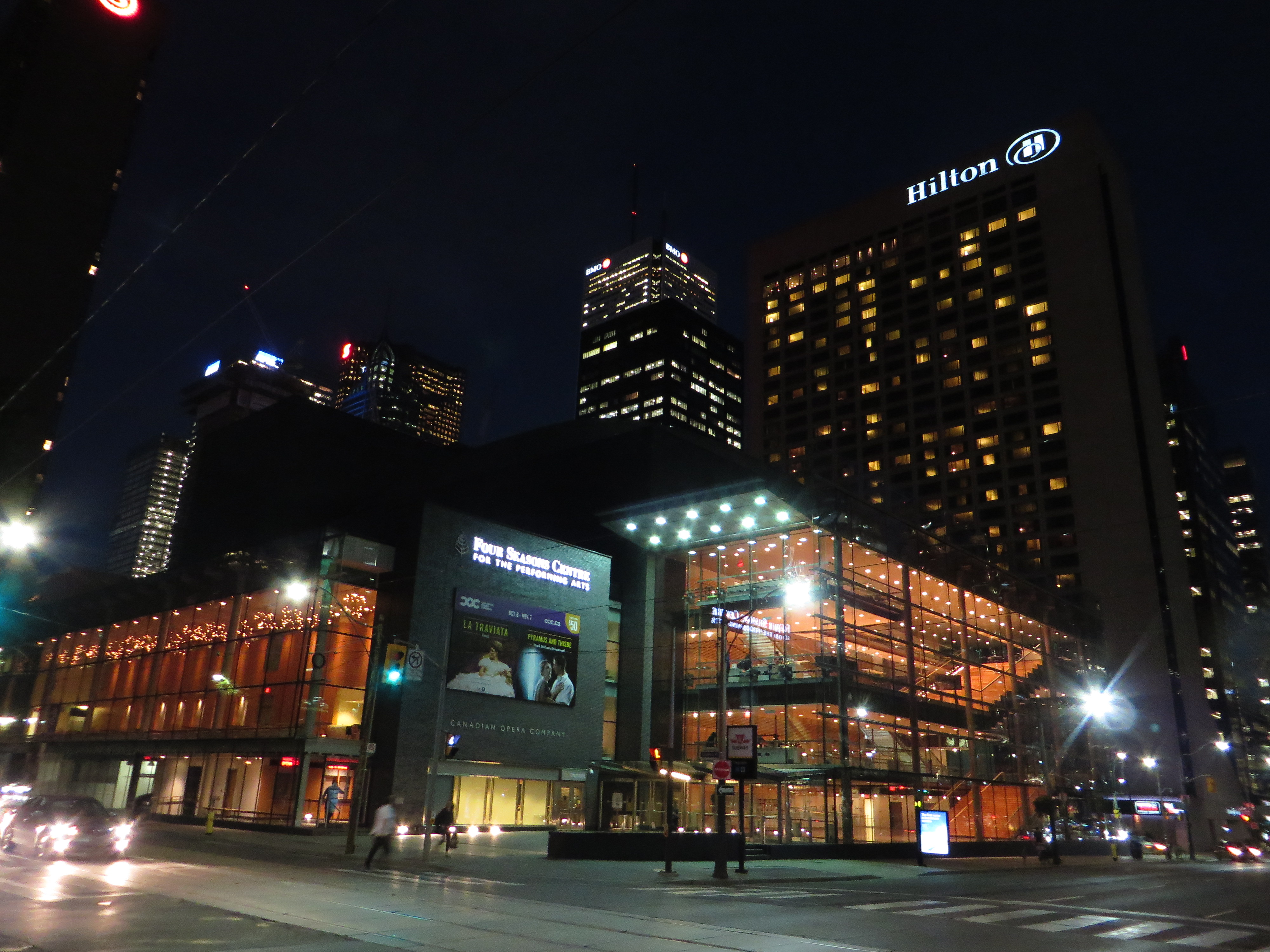
Four Seasons Centre, Toronto, Ontario (21217682644)

Per 40 anni fino all'aprile 2006, la COC si era esibita presso il Centro O'Keefe (rinominato l'Hummingbird e poi il Sony). Nicholas Goldschmidt e Herman Geiger-Torel fondarono l'organizzazione nel 1950 come il Royal Conservatory Opera Company. Geiger-Torel divenne direttore artistico della COC nel 1956 e il suo direttore generale nel 1960. La società fu ribattezzata la Canadian Opera Association nel 1960 e la Canadian Opera Company nel 1977. Geiger-Torel si ritirò dalla la direzione generale nel 1976. Lotfi Mansouri fu direttore generale del COC dal 1976 al 1988. Nel 1983 il COC introdusse i sottotitoli (sopratitoli) per le loro produzioni, la prima azienda ad utilizzarli in un teatro d'opera. Le produzioni inclusero la prima esecuzione di Anna Bolena di Donizetti con Joan Sutherland.
Brian Dickie fu direttore generale della COC dal 1988 al 1993. Dickie nominò Richard Bradshaw direttore principale della COC e capo della musica nel 1989. Elaine Calder fu direttore generale della COC dal 1994 al 1997. Nel 1998, Bradshaw fu nominato direttore generale. Durante il suo mandato, Bradshaw assicurò il finanziamento per la nuova sede permanente della COC, il Centro Four Seasons.
Nel 2006, la COC aprì il suo nuovo teatro dell'opera, Il Centro Four Seasons delle arti dello spettacolo, con una produzione completamente rinnovata de L'anello del Nibelungo di Wagner. Michael Levine ne fu il progettista e c'erano quattro registi: Michael Levine (L'oro del Reno), Atom Egoyan (La Valchiria), François Girard (Sigfrido), e Tim Albery (Il crepuscolo degli dei).
Nel 2006 il contratto di Bradshaw in qualità di direttore generale fu rinnovato per altri 10 anni. Bradshaw morì all'improvviso di un attacco di cuore il 15 agosto 2007.
Nel giugno 2008, Alexander Neef fu nominato direttore generale della COC; assunse formalmente l'incarico nel mese di ottobre 2008. Sempre in ottobre del 2008, Johannes Debus fece il suo debutto con COC come direttore d'orchestra in una produzione di Guerra e Pace di Prokofiev, dove si guadagnò il plauso della critica. Nel gennaio 2009, la COC annunciò la nomina di Johannes Debus come direttore musicale della compagnia. La pianista e insegnante vocale, Sandra Horst attualmente è maestra del coro della compagnia.

## Produzioni recenti

### Stagione 2008/2009
- Don Giovanni di Wolfgang Amadeus Mozart
- War and Peace di Sergei Prokofiev
- Fidelio di Ludwig van Beethoven[8]
- Rusalka di Antonín Dvořák[9]
- Simon Boccanegra di Giuseppe Verdi
- La bohème di Giacomo Puccini
- A Midsummer Night's Dream di Benjamin Britten

### Stagione 2009/2010
- Madama Butterfly di Giacomo Puccini
- The Nightingale an Other Short Fables di Igor Stravinsky
- Carmen di Georges Bizet
- Otello di Giuseppe Verdi
- The Flying Dutchman di Richard Wagner
- Maria Stuarda di Gaetano Donizetti
- Idomeneo di Wolfgang Amadeus Mozart

### Stagione 2010/2011
- Aida di Giuseppe Verdi[10]
- Death in Venice di Benjamin Britten
- The Magic Flute di Wolfgang Amadeus Mozart
- Nixon in China di John Adams
- La Cenerentola di Gioachino Rossini
- Ariadne auf Naxos di Richard Strauss
- Orfeo ed Euridice di Christoph Willibald Gluck

### Stagione 2011/2012
- Iphigénie en Tauride di Christoph Willibald Gluck
- Rigoletto di Giuseppe Verdi
- Tosca di Giacomo Puccini
- L'Amour de loin di Kaija Saariaho
- The Tales of Hoffmann di Jacques Offenbach
- Eine florentinische Tragödie di Alexander von Zemlinsky
- Gianni Schicchi di Giacomo Puccini
- Semele (Händel) di George Frideric Handel

### Stagione 2012/2013
- Il trovatore di Giuseppe Verdi
- Die Fledermaus di Johann Strauss II
- Tristan und Isolde di Richard Wagner
- La clemenza di Tito di Wolfgang Amadeus Mozart
- Salomè di Richard Strauss
- Dialogues des Carmélites di Francis Poulenc
- Lucia di Lammermoor di Gaetano Donizetti

### Stagione 2013/2014
- La bohème di Giacomo Puccini
- Peter Grimes di Benjamin Britten
- Così fan tutte di Wolfgang Amadeus Mozart
- Un ballo in maschera di Giuseppe Verdi
- Hercules di George Frideric Handel
- Roberto Devereux di Gaetano Donizetti
- Don Quichotte di Jules Massenet

### Stagione 2014/2015
- Falstaff di Giuseppe Verdi
- Madama Butterfly di Giacomo Puccini
- Don Giovanni di Wolfgang Amadeus Mozart
- Die Walküre di Richard Wagner
- The Barber of Seville di Gioachino Rossini
- Bluebeard's Castle di Béla Bartók
- Erwartung di Arnold Schönberg

### Stagione 2015/2016
- La traviata di Giuseppe Verdi
- Pyramus and Thisbe di Barbara Monk Feldman
- Siegfried di Richard Wagner
- The Marriage of Figaro di Wolfgang Amadeus Mozart
- Carmen di Georges Bizet
- Maometto II di Gioachino Rossini

### Stagione 2016/2017
- Norma di Vincenzo Bellini
- Ariodante di George Frideric Handel
- The Magic Flute di Wolfgang Amadeus Mozart
- Götterdämmerung di Richard Wagner
- Louis Riel di Harry Somers
- Tosca di Giacomo Puccini

### Stagione 2017/2018
- L'elisir d'amore di Gaetano Donizetti
- Arabella di Richard Strauss
- Rigoletto di Giuseppe Verdi
- Abduction from the Seraglio di Wolfgang Amadeus Mozart
- The Nightingale and Other Short Fables di Igor Stravinsky
- Anna Bolena di Gaetano Donizetti

### Stagione 2018/2019
- Eugene Onegin di Pyotr Ilyich Tchaikovsky
- Hadrian di Rufus Wainwright
- Elektra di Richard Strauss
- Cosi Fan Tutte di Wolfgang Amadeus Mozart
- La Boheme di Giacomo Puccini
- Otello di Giuseppe Verdi